# Пасічник Олександр Васильович
Олекса́ндр Васи́льович Па́січник — сержант Збройних сил України, учасник російсько-української війни.
Військовослужбовець однієї із житомирських частин.

## Нагороди
19 липня 2014 року — за особисту мужність і героїзм, виявлені у захисті державного суверенітету та територіальної цілісності України, вірність військовій присязі під час російсько-української війни, відзначений — нагороджений орденом «За мужність» III ступеня.